# 卡彭特 (愛荷華州)
卡彭特（英語：Carpenter）是一個位於美國愛荷華州米切爾縣的城市。

## 地理
卡彭特的座標為43°24′56″N 93°01′02″W / 43.41556°N 93.01722°W，而該地的平均海拔高度為363米（即1191英尺）。

## 人口
根據2010年美國人口普查的數據，卡彭特的面積為0.41平方千米，當中陸地面積為0.41平方千米，而水域面積為0.00平方千米。當地共有人口109人，而人口密度為每平方千米265人。